# جوزيف برنارد (ممثل)
جوزيف برنارد (بالإنجليزية: Joseph Bernard)‏ مواليد 12 ديسمبر 1923 في بروكلين، الولايات المتحدة - الوفاة 03 أبريل 2006 في نيويورك، الولايات المتحدة، هو ممثل ومخرج أمريكي بدأ مسيرته الفنية سنة 1951. من أعماله حكم في نورمبرغ. امتدت مسيرته الفنية لأكثر من 44 عاما.

## روابط خارجية
- جوزيف برنارد على موقع IMDb (الإنجليزية)
- جوزيف برنارد على موقع قاعدة بيانات برودواي على الإنترنت (الإنجليزية)
- جوزيف برنارد على موقع قاعدة بيانات الفيلم (الإنجليزية)